# Josef Chochol
Josef Chochol (13. prosince 1880 v Písku – 6. července 1956 v Karlových Varech) byl český architekt, urbanista, designer, návrhář nábytku a teoretik architektury. Byl jedním z nejvýznamnějších českých teoretiků architektury a výrazným představitelem architektonického kubismu a funkcionalismu. Vedle Jana Kotěry, Pavla Janáka, Josefa Gočára a Vlastislava Hofmana je považován za jednu z vedoucích postav české architektury.
Především na začátku své kariery vytvořil cenné stavby, které jsou považovány za unikátní součást české historie i světové moderní architektury. Patří mezi ně Kovařovicova vila, která je považována za ikonu kubistické architektury a přední kulturní památku Prahy. Dále je to kubistický trojdům pod Vyšehradem a obytný dům v Neklanově ulici.

## Studia a kariera
Josef Chochol se narodil 13. prosince 1880 v Písku. V letech 1898 až 1904 studoval pozemní stavitelství na ČVUT v Praze u Josefa Schulze a Jana Kouly. V letech 1907 až 1909 pokračoval ve studiu na Akademii výtvarných umění ve Vídni u Otto Wagnera.
První Chocholovou prací byla v letech 1909 až 1911 úprava interiéru Brožíkovy zasedací síně ve Staroměstské radnici v Praze, která je pojmenovaná podle dvou obrazů Václava Brožíka (Mistr Jan Hus před koncilem kostnickým a Volba krále Jiřího z Poděbrad na Staroměstské radnici 2. března 1458). Chochol se při úpravě inspiroval secesí a historizujícím stylem Wagnerovy školy. Výzdoba místnosti je v bílé a zlaté barvě v kontrastu s černým nábytkem.
V letech 1912 až 1914 Chochol navrhl tři stavby pod Vyšehradem, které jsou považovány za vrcholné příklady architektonického kubismu. Bez těchto jeho staveb si českou meziválečnou moderní architekturu nelze představit. Návrhy těchto domů představil v roce 1920 na výstavě čtyř Tvrdošíjných (Josef Čapek, Vlastislav Hofman, Václav Špála a Jan Zrzavý). V dalších letech Chochol opustil kubismus a směřoval k funkcionalismu. Od třicátých let vytváří hladká průčelí fasád a projektuje výhradně ve funkcionalismu.
V roce 1912 Josef Chochol založil společně s Josefem Gočárem a Pavlem Janákem Pražské umělecké dílny na výrobu kubistického nábytku. Chocholova sedací souprava z tmavého dřeva se v současné době nalézá ve sbírkách Uměleckoprůmyslového muzea v Praze. V letech 1913–1945 byl členem Spolku výtvarných umělců Mánes, odkud byl však po druhé světové válce vyloučen pro národní nespolehlivost.
Po válce byl Josef Chochol obviněn z kolaborace s nacisty a vyloučen ze spolkového i společenského života. Od roku 1948 byl zaměstnán jako kreslič v Krajském projektovém ústavu v Praze bez nároku na penzi. Jeden z našich nejvýraznějších představitelů architektury 20. století zemřel v zapomnění 6. července 1956 v Karlových Varech ve věku 76 let.

## Kubismus
Kubismus vznikl v letech 1906 až 1909 ve Francii zásluhou malířů Georgese Braqueho a Pabla Picassa. Toto hnutí vycházelo z principu zobrazení předmětu z mnoha úhlů současně a k jeho rozložení na nejjednodušší geometrické tvary - zejména krychle (cube).
V Čechách se kubismus stal velmi populárním a v roce 1911 vznikla Skupina výtvarných umělců (SVU), která působila až do roku 1914 a sdružovala malíře, sochaře, architekty a další umělce tohoto nového avantgardního uměleckého hnutí. Kromě architektů Josefa Chochola, Pavla Janáka, Josefa Gočára a Vlastislava Hofmana byli jejími členy malíři Emil Filla, Václav Špála a Josef Čapek. Dále to byli například spisovatelé Karel Čapek a František Langer, sochař Otto Gutfreund a teoretik umění Václav Vilém Štech.
Josef Chochol v letech 1912 až 1914 vyprojektoval v duchu kubismu několik domů pod Vyšehradem. Další stavby v kubistickém stylu již nepostavil, neboť byly považovány za nepraktické a několikanásobně dražší.

#### Kovařovicova vila pod Vyšehradem

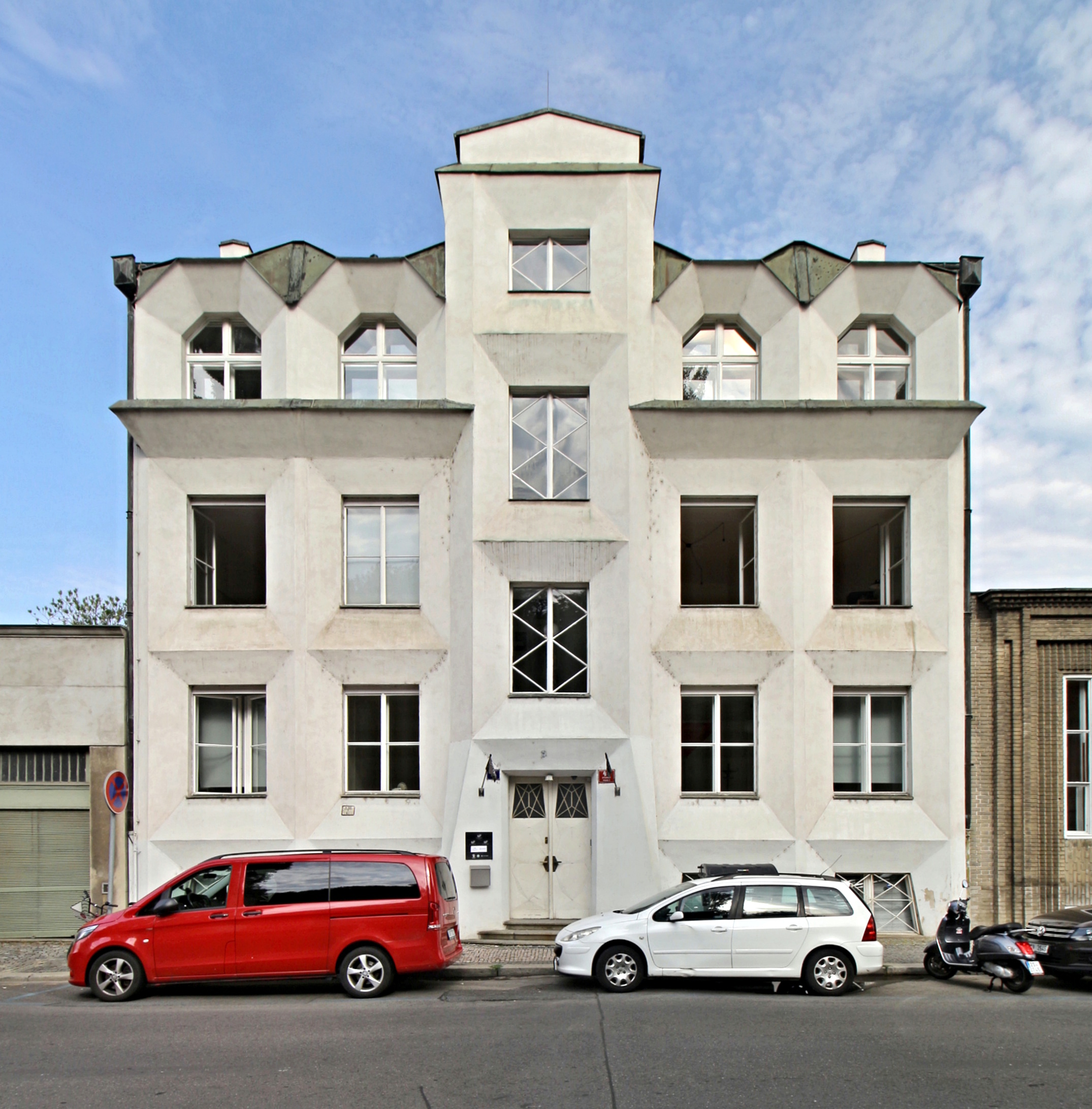
Kovařovicova vila (pohled z Libušiny ulice)

Kovařovicova vila pod Vyšehradem je třípodlažní kubistická vila na rohové parcele v Libušině ulici 49. Byla postavená podle projektu Josefa Chochola v letech 1912 až 1913 pro inspektora stavebních podniků pražské obce Bedřicha Kovařovice. Vila je považována za ikonu kubistické architektury a přední kulturní památku Prahy.
Hlavní průčelí a vchod směřují do Libušiny ulice, zadní strana se zahradou směřuje na Rašínovo nábřeží. Kubisticky je řešena nejenom fasáda budovy, ale i interiéry, rozvržení zahrady a oplocení pozemku. V interiérech architekt podpořil

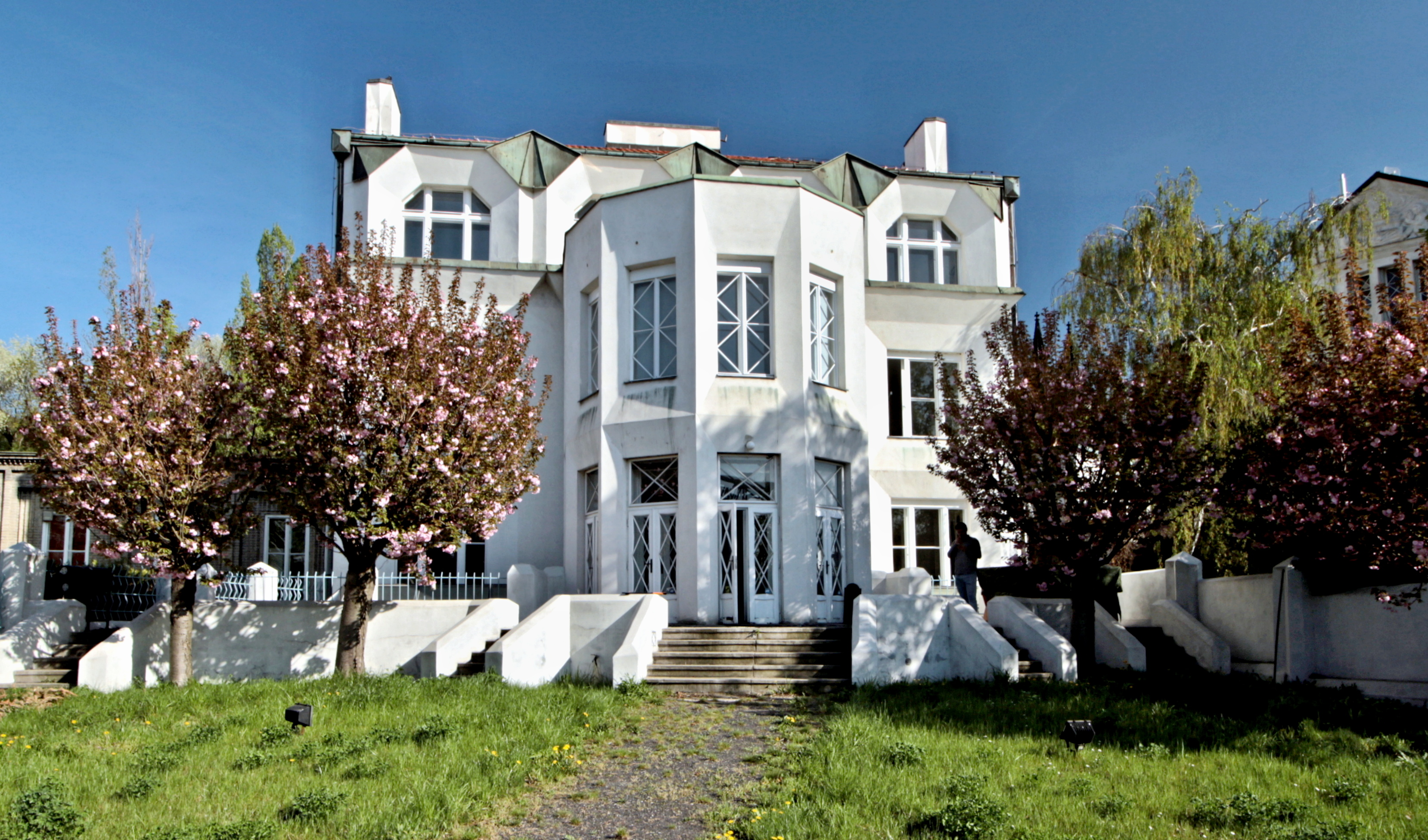
Kovařovicova vila (pohled z Rašínova nábřeží)

kubistickou ideu geometrickým nábytkem, který sám z části navrhl.
Průčelí domu orientované do zahrady bylo navrženo s velmi reprezentativními okny a mřížemi geometrických tvarů. Půlkruhová terasa má pět schodišť do zahrady, která má půdorys nepravidelného pětiúhelníku a je umělecky komponovaná. Z Rašínova nábřeží je dobře viditelná přes kubistické mřížové oplocení.

#### Kubistický trojdům pod Vyšehradem

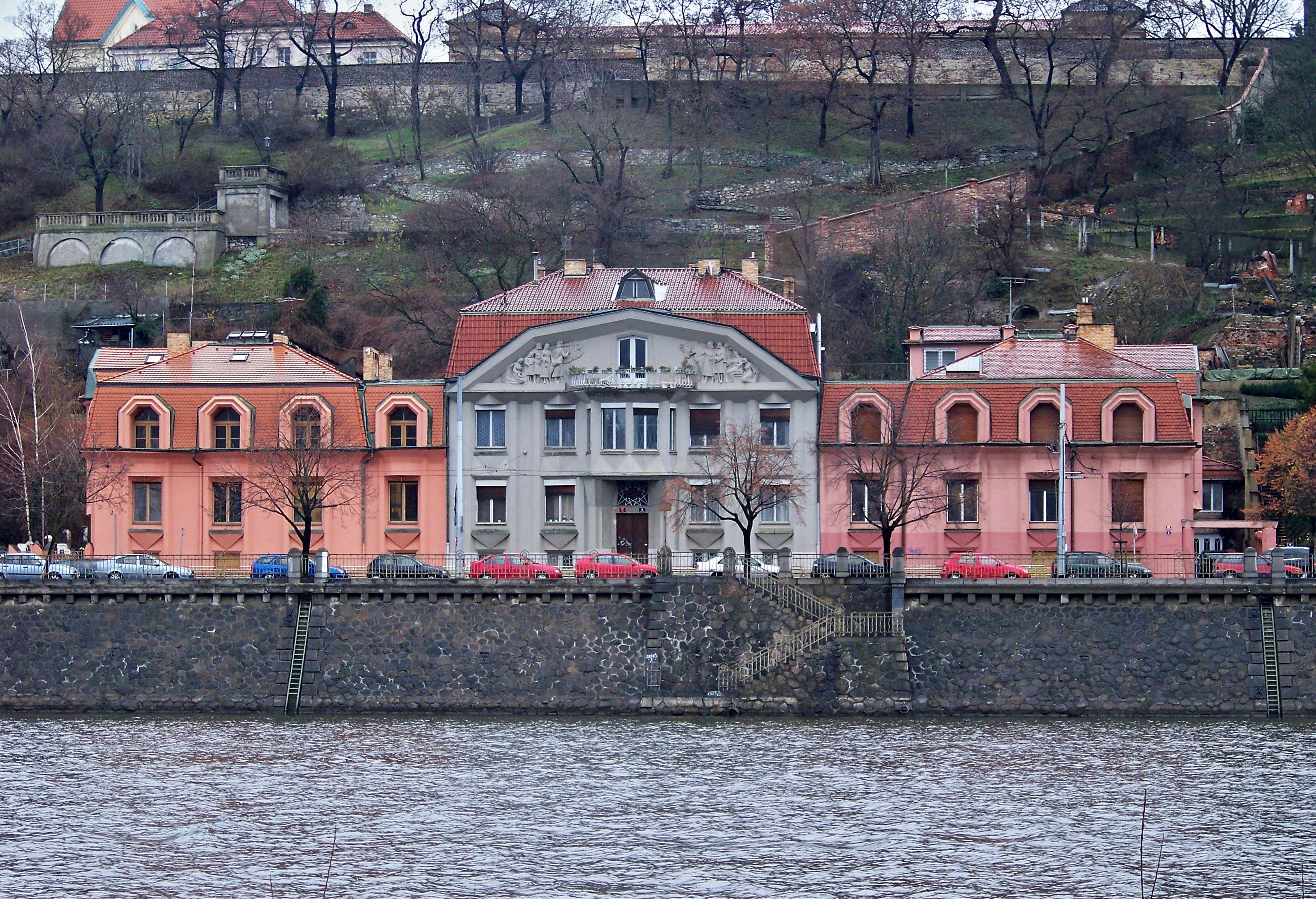
Kubistický trojdům na Rašínově nábřeží

Poblíž Vyšehradského tunelu na Rašínově nábřeží 6–10 se nachází další stavba vyprojektovaná Josefem Chocholem. Je to kubistický trojdům, který byl postaven stavební firmou Antonína Belady. Ten jej postavil pro svou širokou rodinu v roce 1913. Za trojdomem jsou ve stráni terasovité zahrady až pod zdi Vyšehradu.
Dům má čistě kubistické průčelí, ale není tak okázalý jako nedaleká Kovařovicova vila. Podlouhlé průčelí domu je členěno do tří částí. Dvě krajní části v oranžové barvě a střední část ve světle šedé barvě. Nad středovou částí domu, je balkon krytý širokým lomeným obloukem. Pod ním jsou sochařské výjevy ze staročeské mytologie: Ctirada s lyrou zpívajícího kněžně Libuši. Chochol dům opět navrhl včetně interiérů, které byly na tehdejší dobu velmi moderně zařízeny. Nechyběly například vestavěné skříně a další vymoženosti.

#### Kubistický dům v Neklanově ulici

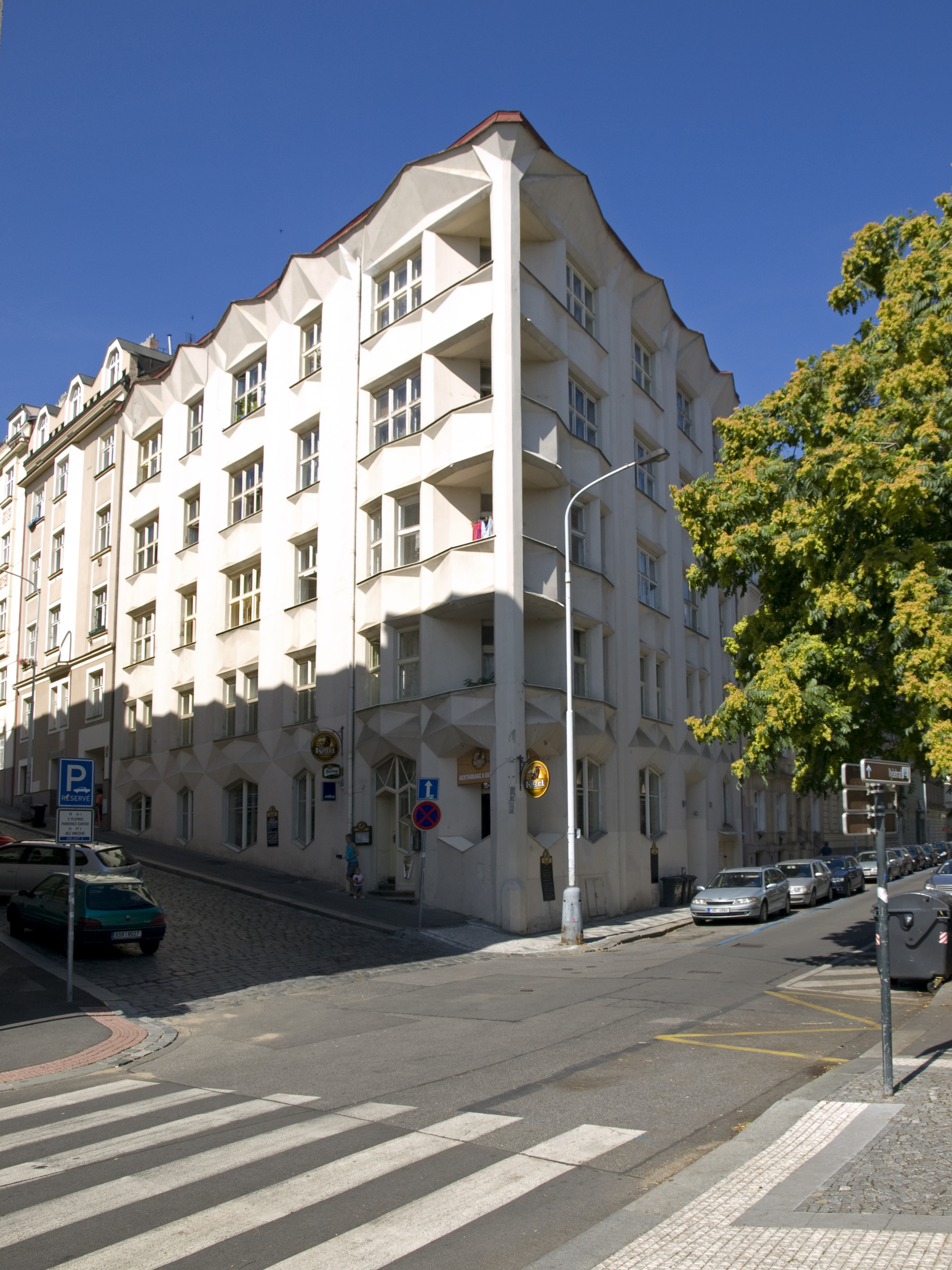
Kubistický dům v Neklanově ulici

Další kubistickou stavbou Josefa Chochola je čtyřpodlažní nájemní dům s čistě kubistickou fasádou a sedlovou  střechou v Neklanově ulici 30. Stavba byla postavena v letech 1913 až 1914 stavitelem Františkem Josefem Hodkem.
Dům stojí na svahu a má pozoruhodné lodžie s výrazným nárožním osmibokým pilířem. Parapety, římsa a okna jsou složeny z kubistických lomených ploch. Je opět navržen do všech detailů, ve společných prostorách jsou například kubistické dveře nebo kubistické zábradlí.
Takovéto architektonické řešení je zcela ojedinělé v celosvětovém měřítku. Jedná se proto o jedno z nejvýznamnějších zachovaných děl české kubistické architektury.
Na počátku devadesátých let hrozila objektu demolice. Zásluhou Milana Knížáka, který tehdy zorganizoval demonstraci za záchranu objektu, byl dům zachován a opraven.

## Funkcionalismus
Ve 20. letech 20. století se v architektuře začal uplatňovat funkcionalismus. Již v roce 1893 nastínil americký architekt Louis Sullivan jeho filosofii jednou větou: Forma následuje funkci. Pro funkcionalistickou architekturu jsou proto typické účelové budovy jednoduchých tvarů. Používají se nové materiály (železo nebo beton) a architekti reagují na vývoj a požadavky průmyslu.
Ve dvacátých a třicátých letech byl funkcionalismus vedoucím architektonickým slohem i v Československu a svými realizacemi v meziválečném období přiřadil československou architekturu k evropskému vrcholu.
Po první světové válce začal také Josef Chochol projektovat své funkcionalistické domy a zúčastnil se mnoha architektonických soutěží. Patřila mezi ně i soutěž na přemostění Nuselského údolí. Řada jeho projektů se však neuskutečnila nebo jeho projekt nevyhrál. V roce 1940 vynikla jeho velmi moderně pojatá stavba elektrického domu paní Kreisingerové a poté i další elektrické domy.

#### Domy a byty pro chudé

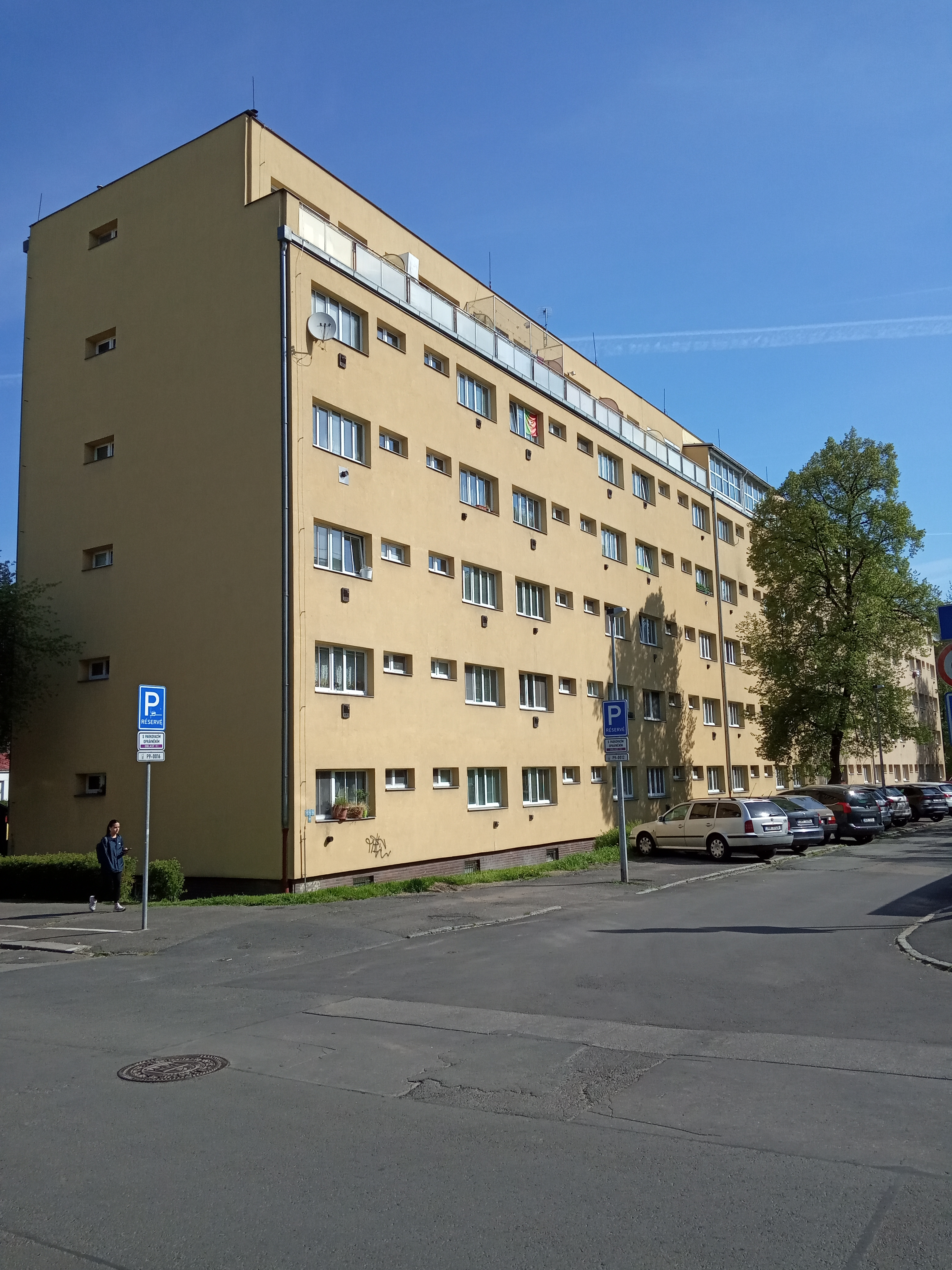
Malobytové obecní domy v Libni

V letech 1928 až 1929 byly podle Chocholova projektu postaveny domy v dnešní ulici U Vody 1399–1406 v Holešovicích. V roce 1930 byly podle jeho návrhu postaveny avantgardní funkcionalistické domy v Neherovské ulici 1522 na Hanspaulce v Dejvicích.
V následujících letech se Chochol zabýval domy s malometrážními byty. Jednalo se o byty pro chudé s obytnou plochou 34 m². Ve spolupráci s architektem Richardem Podzemným a Františkem Míškem se zúčastnil architektonické soutěže na projekt domů s malými byty v Břevnově. V letech 1937 až 1940 se stavěly podle jejich plánů malobytové obecní domy v dnešní ulici U školičky 1913 v Libni. 

#### Elektrickýdůmpaní Kreisingerové
V letech 1939 až 1940 byl podle projektu Josefa Chochola postaven funkcionalistický elektrický dům paní Kreisingerové v Dělnické ulici 21 v Holešovicích. Stavbu domu Chochol nejen projektoval, ale i řídil. Jednalo se o sedmipodlažní budovu s tehdy velmi moderním a nadstandardním zařízením.
V domě se nacházely jednopokojové a dvoupokojové byty s halou i příslušenstvím. Ve všech bytech byla zavedena teplá voda pro kuchyni a koupelnu, užitková voda byla vedena zvlášť. Sporáky byly elektrické, pro odpadky byl zařízen shoz, v kuchyních byly rezervní komínové bloky. Všechny byty byly přímo osvětleny a příčně větrány. Každý byt měl domácí telefon s připojením na státní linku.
Ve všech patrech byly před byty umístěny skříňky pro odečet spotřebované elektřiny. Se všemi byty se dalo spojit centrální anténou se zesilovačem. Fungoval zde elektrický výtah. Dům byl uzavřen a otevírání obstarával elektrický vrátný. V přízemí byl byt správce, telefonní hovorna, komora pro kočárky a komora pro měřicí přístroje. V podzemí byla umístěna výměníková stanice ústředního topení, prádelna s mandlovnou a ukládací prostory.
Ve letech 1938 až 1939 byly podle Chocholových projektů postaveny další elektrické domy. Například v Holešovicích v Zelené ulici 9 a 205, v současnosti ulice U elektrárny.

## Dílo
- Brožíkova síň Staroměstské radnice v Praze (úprava)
- Kovařovicova vila se zahradou v Praze v Libušině ulici pod Vyšehradem, 1912–13
- Kubistický trojdům na Rašínově nábřeží v Praze pod Vyšehradem, 1912–13
- Kubistický činžovní dům v Praze v Neklanově ulici pod Vyšehradem, 1913–14
- Původní Trojský most v Praze (dnes zbořený)